# Sant Martí d'Arenys
Sant Martí d'Arenys és una església d'Arenys de Munt protegida com a bé cultural d'interès local.

## Descripció
És una església d'una nau, amb la façana austera, flanquejada per una torre campanar de base quadrada, dins l'estil gòtic tardà. A l'interior hi ha un retaule fet per Pere Serafí i dues talles de Joan de Tours.

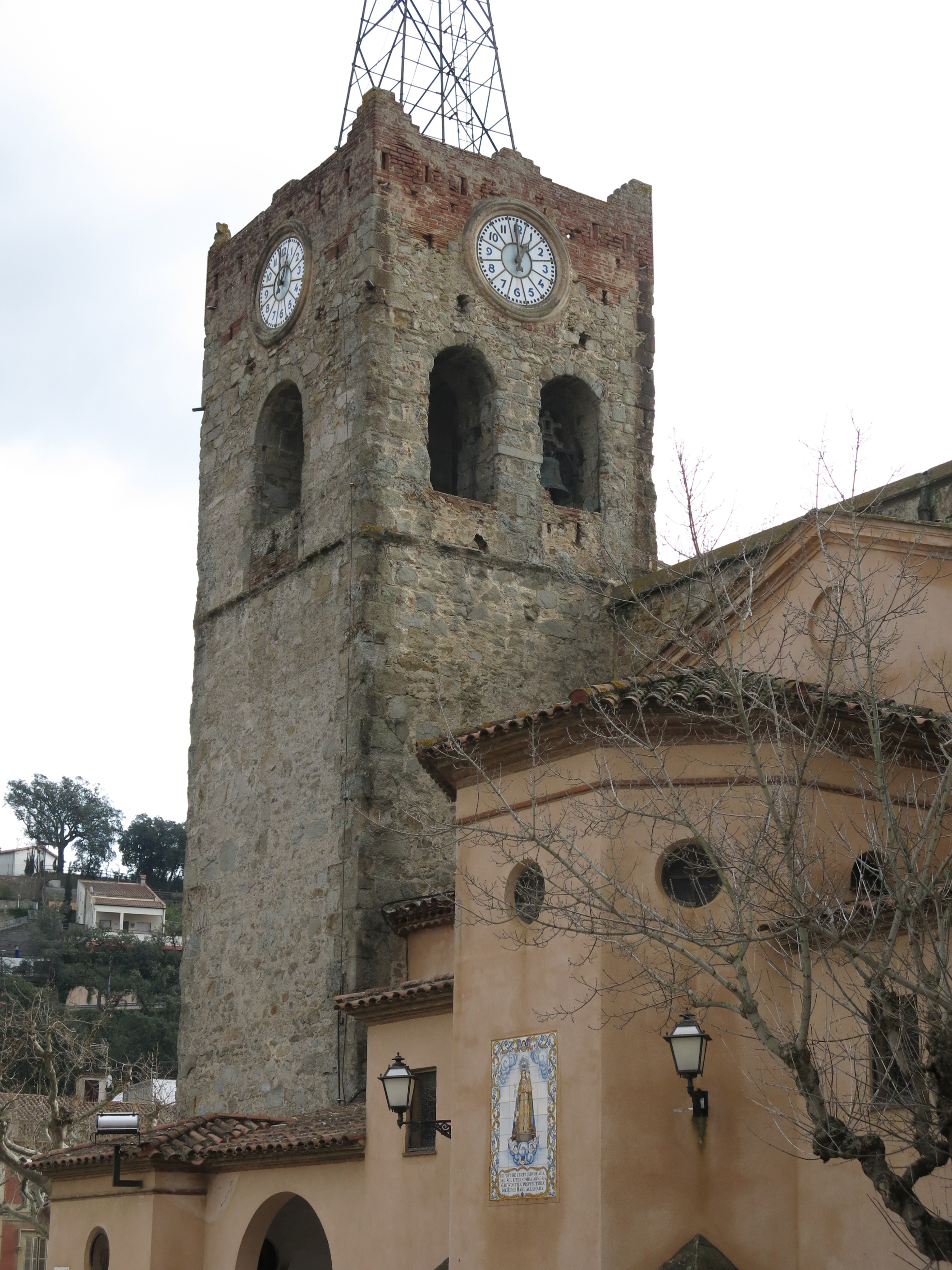
Campanar i absis

A la façana principal hi ha la porta d'entrada en arc de mig punt, amb uns relleus al timpà que representen Sant Martí. És una porta arquitravada. Els originals (fets per l'imatger Joan de Tours) foren malmesos durant la guerra: els actuals en són una reproducció. A la part superior hi ha una creu esculpida pel picapedrer Jaume Safont, el mateix que va fer la porta i una imatge de Sant Miquel Arcàngel que està situada sobre la creu (feta l'any 1541).
L'acabament de la porta és rematat per unes motllures amb unes petites decoracions vegetals i cares a les impostes. La porta és original del segle xvi i presenta incrustacions de ferradures antigues, algunes anteriors, procedents de l'església romànica.
Als anys 80 del segle XX es va tirar a terra una part de paret que comunicava amb la rectoria, i va aparèixer una porta lateral amb motllures.

## Història
L'església de Sant Martí d'Arenys de Munt fou bastida al segle xvi sobre una d'anterior, probablement romànica. El mestre d'obres fou Pau Mateu, amb la col·laboració del seu germà Antoni.
El campanar fou construït abans que l'església actual. Aquest fou encarregat el 8 de maig de 1514 a Pere d'Alquier, constructor francès. La construcció fou acabada l'any 1518. El campanar estava format per una base quadrada i tres pisos d'alçada, rematat per un terrat amb merlets de tres esgraons. Es va coronar el terradet amb un pinacle en forma de piràmide.
L'església es troba documentada per primera vegada en el Precepte de Lluís II a favor de la Seu de Barcelona, datat el 9 de setembre del 878. També en un document datat al 998 sobre una donació de Ramon i Ermessenda a favor d'Ennego; i en un altre datat el 1119 sobre una confirmació de límits.
De l'any 1539 hi ha documentada la venda de l'antic portal, i durant el 1540 l'enderroc de l'edifici romànic.